# Flaga Orkadów
W 1975 wprowadzono flagę Orkadów. Połączono na niej herb Orkadów (złota galera na błękitnym tle) z godłem Norwegii symbolizującym przynależność wysp do Norwegii w średniowieczu.
Na początku lat 90. XX wieku wprowadzono nową lokalną flagę. Żółta flaga z czerwonym krzyżem skandynawskim, była symbolem Św.Magnusa, władcy Orkadów z początków XII wieku. 
W marcu 2007 przygotowano projekt nowej flagi, wzorowanej na fladze Norwegii. Niewielką przewagą głosów (53%) mieszkańcy opowiedzieli się za zmianą flagi.